# 杉中淳
杉中 淳（すぎなか あつし、1967年〈昭和42年〉8月22日 - ）は、日本の農林水産官僚。

## 来歴
大阪府出身。甲陽学院高校、1990年（平成2年）3月、東京大学法学部を卒業。国家公務員試験I種・法律に合格し、同年4月、農林水産省に入省。シラキュース大学大学院修了。中央大学大学院総合政策研究科修了。入省後、外務省国際協力局地球環境課長、水産庁漁政部加工流通課長、食料産業局新事業創出課長、同知的財産課長、農林水産省大臣官房予算課長、同審議官、内閣官房内閣審議官、農林水産省大臣官房輸出促進審議官などを歴任。GI制度の創設や農産物輸出促進法の制定、種苗法や農業法人投資円滑化法の改正などに携わった。海外勤務や留学、予算課長を務めるなどエリートコースを歩んできた。
2022年（令和4年）6月16日、農林水産省大臣官房総括審議官に就任。
2024年（令和6年）7月5日、経営局長に就任。
2025年（令和7年）7月1日、輸出・国際局長に就任。

## 年譜
- 1990年（平成2年）
  - 3月 - 東京大学法学部卒業[1]
  - 4月 - 農林水産省入省[1]
- 1997年7月  厚生省大臣官房障害保健福祉部障害福祉課課長補佐[9]
- 1999年8月  林水産省大臣官房企画室企画官（併）林野庁林政部企画課（～2001年3月）
- 1999年9月  林野庁国有林野部経営企画課課長補佐（総務班担当）
- 2001年4月  林野庁林政部企画課課長補佐（総務班担当）
- 2002年4月  林野庁林政部企画課課長補佐（総括）
- 2002年7月  林野庁林政部企画課付（併）農林水産省大臣官房企画評価課
- 2003年7月  農林水産省農村振興局農村政策課課長補佐（総務班担当）
- 2005年8月  農林水産省大臣官房総務課課長補佐（総括）
- 2007年（平成19年）
  - 1月 - 農林水産大臣官房企画評価課上席企画官[1]
  - 5月 - 欧州連合日本政府代表部一等書記官[1]
- 2009年（平成21年）1月 - 欧州連合日本政府代表部参事官[1]
- 2010年（平成22年）
  - 8月 - 農村振興局農村政策部都市農村交流課都市農業室長[1]
  - 12月 - 外務省国際協力局地球環境課長[1]
- 2013年（平成25年）9月 - 水産庁漁政部加工流通課長[1]
- 2015年（平成27年）
  - 8月 - 食料産業局新事業創出課長[1]
  - 10月 - 食料産業局知的財産課長[1]
- 2018年（平成30年）7月 - 農林水産省大臣官房予算課長[1]
- 2019年（令和元年）
  - 7月 - 農林水産省大臣官房審議官兼食料産業局付[1]
  - 7月 - 内閣官房内閣審議官（内閣官房副長官補付）兼食料産業局付[1]
- 2020年（令和2年）4月 - 内閣官房内閣審議官（内閣官房副長官補付）兼農林水産省大臣官房付兼食料産業局付[1]
- 2021年（令和3年）
  - 5月 - 農林水産省大臣官房輸出促進審議官兼農林水産省大臣官房付兼食料産業局付[1]
  - 7月 - 農林水産省大臣官房輸出促進審議官兼輸出・国際局付[1]
- 2022年（令和4年）6月 - 農林水産省大臣官房総括審議官[1][5][6]
- 2024年（令和6年）7月 - 農林水産省経営局長[3][4]
- 2025年（令和7年）7月 - 農林水産省輸出・国際局長[2]